# Macskásy Zoltán
Macskásy Zoltán (Léva, 1877. január 14. – Budapest, 1958. november 16.) matematika-fizika tanár, tanügyi és politikai cikkíró.

## Származása, családja
A református Macskásy Sándor matematika–fizika tanár és a római katolikus Petróczy Ilona gyermekeként született. Egy nővére volt, Jolán. Felesége Szakáll Erna volt, gyermekei Macskásy Zoltán, Macskásy Árpád, Macskásy Attila, Macskásy Ilona (férjezett nevén Tóth Istvánné), Macskásy Edith (férjezett nevén Halic Edith) és Macskásy Előd.

## Életpályája
Macskásy Zoltán négy gimnáziumi osztályt Sárospatakon, állami tanítóképzőt Csáktornyán, pedagógiumot és tanárképzőt Budapesten végzett. 1901–1902-ben Kolozsvárott, 1902–1904-ben Somogycsurgón, 1904–1911-ig Székelykeresztúron és 1911–1919-ig Aradon volt tanítóképző intézeti tanár. A román uralom idején az aradi községi polgári iskolánál, majd a Iosif Vulcan gimnázium magyar tagozatán működött. 1935 áprilisában vonult nyugdíjba. Erdély egy részének visszacsatolása után, 1941-ben visszahonosítással hazatért, és 1942-ben a közoktatásügyi miniszter a székelykeresztúri állami tanítóképző intézethez nevezte ki az érdemes tanárt. 1944-ben a közoktatásügyi miniszter Macskásy Zoltán c. tanítóképző intézeti igazgatót, a székelykeresztúri állami tanítóképző intézet tanárát 42 évi szolgálat után saját kérelmére nyugalomba helyezte.
Részt vett az első világháborúban, 1914-ben vonult be, és az orosz harctéren fogságba esett. 29 hónapig volt orosz fogságban. Mint népfölkelő főhadnagy szerelt le. Politikai cikkei az aradi helyi lapokban, tanügyi cikkei tanügyi szaklapokban jelentek meg. Különféle egyesületekben tartott ismeretterjesztő és tudományos előadásokat. Az aradi Kölcsey Egyesület választmányi tagja és a református egyház presbitere volt.